# داستان پری
داستان پری (انگلیسی: Tale of Fairy; کره‌ای: 계룡선녀전) یک مجموعهٔ تلویزیونی کره جنوبی سال ۲۰۱۸ با بازی مون چه-وون، یون هیون-مین، سو جی-هون، جون سو-جین و کانگ می نا است. این مجموعه بر پایهٔ وب‌تون محبوب با همین نام از دول به است که نخستین بار از طریق ناور وب‌تون در سال ۲۰۱۷ منتشر شد. این مجموعه از ۵ نوامبر تا ۲۵ دسامبر ۲۰۱۸، روزهای دوشنبه و سه‌شنبه ساعت ۲۱:۳۰ (کی‌اس‌تی) از تی‌وی‌ان برای ۱۶ قسمت پخش شد.

## بازیگران

### اصلی
- مون چه-وون در نقش سون اوک نام[۷]
  - گو دو-شیم در نقش پیری سون اوک نام[۸]

یک پری ۶۹۹ ساله که اکنون به عنوان باریستا کار می‌کند و توانایی صحبت با گیاهان را دارد.
- یون هیون-مین در نقش جونگ یی هیون / ایزی جادوان / گوزن[۹]
  - یون سو یی در نقش ایزی جاودان[۱۰]

یک پروفسور زیست‌شناسی.
- سو جی-هون در نقش کیم گوم / هیزم‌شکن[۱۱]
- جون سو-جین در نقش لی هام سوک[۱۲]
- کانگ می نا در نقش جوم سون یی[۱۳]